# Katharina Walgenbach
Katharina Walgenbach ist eine deutsche Pädagogin.

## Leben
1988 erfolgte die Immatrikulation an der PH Kiel. 1993/1994 legte sie das erziehungswissenschaftliche Diplom an der PH Kiel (Gesamtnote: „mit Auszeichnung“) ab. 1995 erwarb sie den MA Gender and International Development an der University of Warwick. Von 1999 bis 2002 führte sie Prozessevaluation des Suchtpräventionsprojekts „FemmesTISCHE“ im Auftrag der Bundeszentrale für gesundheitliche Aufklärung durch. 2001 war sie Visiting Researcher am Belle van Zuylen Instituut der Universität Amsterdam. Von 1998 bis 2002 war sie Promotionsstipendiatin der Hans-Böckler-Stiftung. Nach der Promotion 2004 in Kiel vertrat sie von 2004 bis 2005 eine C1-Stelle am Zentrum für transdisziplinäre Geschlechterstudien / Institut für Erziehungswissenschaft, Humboldt-Universität zu Berlin (Yvonne Schütze, Abt. Soziologie und Pädagogik). Von 2005 bis 2010 war sie Postdoc am Institut für Erziehungswissenschaft der Universität Gießen (Jutta Ecarius, Pädagogik des Jugendalters). Von 2010 bis 2014 lehrte sie als W-2 Professorin für Gender und Diversity in Erziehungs- und Sozialwissenschaften an der Universität Wuppertal. 2015 lehrte sie als Gastprofessorin an Universität Wien am Institut für Bildungswissenschaft. Von 2014 bis 2015 war sie Gastprofessorin an der Humboldt-Universität zu Berlin. Institut für Erziehungswissenschaft, Abt. Allgemeine Erziehungswissenschaft/Zentrum für transdisziplinäre Geschlechterstudien. Seit 2015 lehrt sie als W-3 Professorin für Bildung und Differenz am Institut für Bildungswissenschaft und Medienforschung an der FernUniversität in Hagen.
Ihre Forschungsschwerpunkte sind Intersektionalität, Diversität, Heterogenität, Bildung und soziale Ungleichheiten, Sozialisation, Hochschule und Diversität, Geschlechterforschung und qualitative Methoden.

## Schriften (Auswahl)

### Monographien
- «Die weiße Frau als Trägerin deutscher Kultur.» Koloniale Diskurse über Geschlecht, «Rasse» und Klasse im Kaiserreich. Frankfurt am Main 2005, ISBN 3-593-37870-1.
- Gender als interdependente Kategorie. Neue Perspektiven auf Intersektionalität, Diversität und Heterogenität. Leverkusen 2007, ISBN 978-3-86649-131-1.
- mit Jutta Ecarius, Marcel Eulenbach und Thorsten Fuchs: Jugend und Sozialisation. VS Verlag, Wiesbaden.
- Heterogenität – Intersektionalität – Diversity in der Erziehungswissenschaft. Opladen 2017, ISBN 978-3-8252-8670-5.

### Herausgeberschaften
- Bildung und Gesellschaft im 21. Jahrhundert. Zur neoliberalen Neuordnung von Staat, Ökonomie und Privatsphäre. Frankfurt am Main 2019, ISBN 978-3-593-51012-5.

### Beiträge in Lexika und Handbüchern
- K. Walgenbach: Intersektionalität. In: Rolf Arnold, Ekkehard Nuissl, Josef Schrader (Hrsg.): Wörterbuch Erwachsenen- und Weiterbildung. 3., vollständig überarbeitete Auflage. Klinkhardt / UTB, Bad Heilbrunn 2023.
- K. Walgenbach: Intersektionalitätsforschung. In: I. Hedderich, G. Biewer, J. Hollenweger, R. Markowetz (Hrsg.): Handbuch Inklusion und Sonderpädagogik. 1. Auflage. UTB/Klinkhardt, 2016, S. 670–675.
- K. Walgenbach: Intersektionalität. In: Milena Feldmann, Markus Rieger-Ladich, Carlotta Voß, Kai Wortmann (Hrsg.): Schlüsselbegriffe der Allgemeinen Erziehungswissenschaft. Pädagogisches Vokabular in Bewegung. Weinheim/Basel 2022, S. 228–235.
- K. Walgenbach: Gender als interdependente Kategorie. In: Astrid Biele Mefebue, Andrea Bührmann, Sabine Grenz (Hrsg.): Handbuch Intersektionalitätsforschung. Springer VS, S., Wiesbaden 2022, S. 161–175. [Anmerkung: dieser Artikel ist nicht identisch mit dem Beitrag „Gender als interdependente Kategorie“ 2007]
- K. Walgenbach, S. Winnerling: Vielfalt. In: Kerstin Ziemen (Hrsg.): Lexikon Inklusion. Vandenhoeck & Ruprecht, 2017.
- E. Marten, K. Walgenbach: Intersektionale Diskriminierung. In: A. Scherr, A. El-Mafaalani, G. Yüksel (Hrsg.): Handbuch Diskriminierung. VS Verlag, Wiesbaden 2017, S. 157–171.
- K. Walgenbach: Peers und demographischer Wandel. In: Heinz-Herrmann Krüger, Nicolle Pfaff, Sina-Mareen Köhler (Hrsg.): Handbuch Peerforschung. Budrich Verlag, Opladen 2016, S. 531–544.
- K. Walgenbach: Frauenbund der Deutschen Kolonialgesellschaft. In: H. Hiery (Hrsg.): Lexikon zur Überseegeschichte. Franz Steiner Verlag, Stuttgart 2015, S. 275–276.
- N. Köbel, K. Walgenbach: Funktionen, Leistungen und Aufgaben der Familie. In: Uwe Sandfuchs, Wolfgang Melzer, Bernd Dühlmeier, Adly Rausch (Hrsg.): Handbuch Erziehung. Klinkhardt Verlag UTB, Bad Heilbrunn 2012, S. 311–316.